# Peter Grant (Leichtathlet)
Peter Grant (Peter Treacy Grant; * 5. Januar 1954) ist ein ehemaliger australischer Hürdenläufer und Sprinter.
Bei den Olympischen Spielen 1976 in Montreal schied er über 400 m im Viertelfinale und über 400 m Hürden sowie in der 4-mal-400-Meter-Staffel im Vorlauf aus.
1979 wurde er beim Leichtathletik-Weltcup in Montreal Fünfter über 400 m Hürden und mit der ozeanischen Mannschaft Siebter in der 4-mal-400-Meter-Staffel.
1977 und 1979 wurde er Australischer Meister über 400 m Hürden.

## Persönliche Bestzeiten
- 400 m: 46,2 s, 18. März 1976
- 400 m Hürden: 49,69 s, 1. August 1979, Kopenhagen